# Naakameer
Het Naakameer, Zweeds – Fins: Naakajärvi, is een meer in Zweden, in de gemeente Pajala. Het meer vangt het water uit de omringende heuvels op en is aan de zuidkant het begin van de Zuidelijke Kihlankirivier. Die komt een kilometer naar het zuiden door het Kleine Naakameer.
afwatering: meer Naakameer → Zuidelijke Kihlankirivier → Muonio → Torne → Botnische Golf